# اویالی (بسنی)
اویالی (به ترکی استانبولی: Oyalı) یک منطقهٔ مسکونی در ترکیه است که در بسنی واقع شده‌است.